# João Tordo

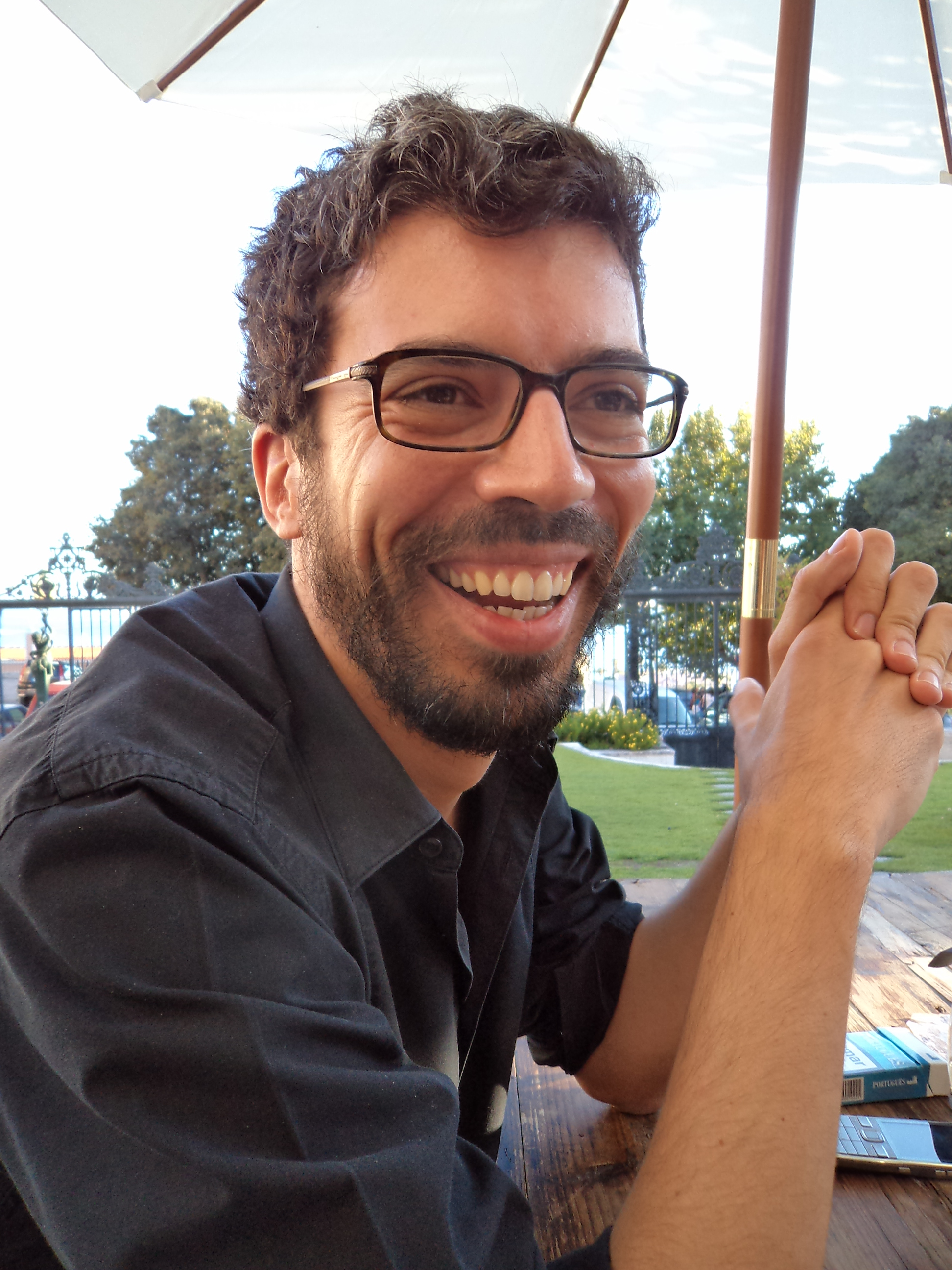
Der Schriftsteller Joao Tordo

João Tordo (* 1975 in Lissabon, Portugal) ist ein portugiesischer Schriftsteller, Journalist, Übersetzer und Drehbuchautor. Er ist hauptsächlich als Romancier tätig.

## Leben
João Tordo wurde als Sohn des Sängers Fernando Tordo und von Isabella Branco geboren. Als Jugendlicher besuchte er das Pedro Nunes Gymnasium in seiner Heimatstadt. Danach begann er ein Studium der Philosophie an der Universidade Nova in Lissabon und ging danach von 1999 bis 2002 nach London, wo er einige Semester Journalismus studierte. Dort schrieb er auch für Zeitungen und Zeitschriften wie The Independent und Icon sowie News Magazine. 2002 ging er nach New York, wo er gut ein Jahr lang an diversen Workshops am City College of New York weiterstudierte. Seit 2002 ist er als Freier Journalist tätig und schrieb unter anderem für Zeitschriften wie Sábado, Elle oder die Wochenzeitung Expresso; sein erster Roman erschien 2004. Auch als Drehbuchautor diverser Serien und TV-Filme für das Fernsehen war er bisher tätig.
Tordos bekanntester Roman ist "Die zufällige Biographie einer Liebe".

## Trivia
Er ist Benfica-Fan.

## Auszeichnungen (Auswahl)
- Prémio de Jovens Criadores do Instituto Portugues da Juventude, 2002.
- Prémio José Saramago, 2009.
- Premio Fernando Namora, 2021.

## Werk
- O livro dos Homens sem luz, 2004, Roman.
- Hotel Memória, 2006, Roman.
- As três vidas, 2008, Roman.
- Anatomia dos Mártires, 2011, Roman, (über die kommunistische Landarbeiterin Caterina Eufemia, die von der PIDE ermordet wurde).
- O ano sabático, 2013, Roman (auf Deutsch 2015 als "Stockmanns Melodie" im Droemer-Knaur Verlag).
- Biografia involuntária dos amantes, 2014, Roman. (auf Deutsch "Die zufällige Biographie einer Liebe", 2017, Droemer-Knaur Verlag)
- O luto de Elias Gro, 2015, Roman.
- O paraíso segundo Lars D., 2015, Roman.
- A mulher que correu atrás do vento, 2019, Roman.
- A noite em que verão acabou, 2019, Thriller/Roman.
- Cem anos de perdão, 2022, Roman/Thriller.